# Satelitul corupției
Satelitul corupției sau În spațiu (titlu original: Outland) este un film britanic SF din 1981 regizat de Peter Hyams. Rolurile principale au fost interpretate de actorii Sean Connery, Peter Boyle și Frances Sternhagen.
Amplasat pe Io, satelitul planetei Jupiter, filmul a fost descris ca fiind un Space Western și are asemănări tematice cu filmul din  1952 La amiază regizat de Fred Zinnemann.

## Prezentare
W.T. O'Niel este alocat pe o colonie minieră de pe Io, unul din sateliții lui Jupiter. În timpul mandatului său minerii mor - de obicei violent. Când O'Niel investighează ce s-a întâmplat, acesta descoperă singurul lucru pe care toate decesele îl au în comun și anume un medicament letal tip amfetamină, care permite minerilor să lucreze continuu zile întregi până când devin "consumați" și expiră. O'Niel urmărește traseul comercianților, pistă care îl duce la supraveghetorul coloniei. Acum, O'Niel trebuie să-și păzească spatele la fiecare mișcare, deoarece cei care încearcă să-și protejeze veniturile l-au luat în colimator...

## Distribuție
{{Coloane-listă|colwidth=30em|
- Sean Connery - Marshal William T. O'Niel
- Peter Boyle - Mark Sheppard
- Frances Sternhagen - Dr. Marian Lazarus
- James B. Sikking -  Sgt. Montone
- Kika Markham - Carol O'Niel
- Clarke Peters -  Sgt. Ballard
- Steven Berkoff - Sagan
- John Ratzenberger - Tarlow
- Manning Redwood - Lowell
- Angus MacInnes - Hughes
- Eugene Lipinski -  Cane
- Sharon Duce  -  Prostitute attacked by Sagan
- Angelique Rockas - Maintenance Woman
- P.H. Moriarty - Hitman #1
- Doug Robinson - Hitman #2

## Producție
Filmările au avut loc la Pinewood Studios. Cheltuielile de producție s-au ridicat la 16 milioane $.